# Рональд Сайлер
Рональд Сайлер (англ. Ronald Siler; 8 квітня 1980) — американський професійний боксер, призер чемпіонату світу серед аматорів.

## Аматорська кар'єра
Рональд Сайлер був з багатодітної проблемної сім'ї. Займався боксом з семи років. Вигравав чемпіонат США серед аматорів і був чемпіоном турніру Золоті рукавички.
На чемпіонаті світу 2001 завоював бронзову медаль.
- В 1/16 фіналу переміг Ярослава Мідика (Україна) — 18-7
- В 1/8 фіналу переміг Антона Діді (Словаччина) — 20-9
- У чвертьфіналі переміг Мохамеда Алі Камар (Індія) — 26-18
- У півфіналі програв Яну Бартелемі (Куба) — 7-23

На Іграх доброї волі 2001 переміг Мар'яна Веліцу (Румунія) та Сергія Казакова (Росія) і завоював золоту медаль.
На Олімпійських іграх 2004 у першому бою переміг Бредлі Хора (Австралія) — 32-18, а в другому програв Тулашбою Донійорову (Узбекистан) — 22-45.

## Проблеми з законом
- У віці 14 років Рональда Сайлера вперше впіймали на продажу наркотиків.
- Кілька разів його затримували за водіння без водійського посвідчення.
- 2002 року він був засуджений за злочинний напад на сімнадцять місяців, з яких відбув дев'ять і був звільнений умовно для того, щоб міг виступити на Олімпійських іграх 2004.
- 2006 року Сайлер порушив умови дострокового звільнення і був засуджений до відбуття залишку попереднього терміну.
- 2007 року був звинувачений у продажу наркотиків.

## Професійна кар'єра
На профірингу Сайлер провів усього два боя, з яких в одному переміг, в іншому програв.